# HARUのハッピーマニア
HARUのハッピーマニア（はるのはっぴーまにあ）は2010年4月9日から2013年3月27日までRKB毎日放送（RKBラジオ）で放送されていた音楽番組である。

## 番組概要
夜ワイド番組『新音楽コンテンツ オキラク』 → 『A-LIVE』の水曜日として放送されていた。

## 放送時間
- 水曜日 21:00～23:20（JST。放送開始から2012年3月まで）
- 水曜日 22:00～23:50（JST。2012年4月から放送終了まで）

## パーソナリティ
- HARU

## コーナー
- HARUの解体新書…今HOTな新書や、雑誌、コミック、ゲームなどの魅力を、わかりやすく紹介していくコーナー。
- 今夜のハッピーコール…HARUとツーショットで話して、HAPPYな時間を過ごすコーナー。
- あごはずしタイム…お笑いネタコーナー。
- HARUよ恋…自称・恋愛マスターのHARUと「ハピマニGIRL」で恋愛話を語るコーナー。
- タラちゃんの百道浜秘宝館…他ではあまり聞けないような、ちょっと笑える・摩訶不思議な曲を、RKBのレコード室の別室=「百道浜秘宝館」から発掘し、紹介してゆく摩訶不思議なコーナー。
- SPORTSLINE…スポーツの結果を紹介
- HARUの“HARU”一番!!…あなたに“ハル（春）”が来るように、「元気ですかぁ〜!!」とお笑い芸人・春一番がものまねするアントニオ猪木風に、活を入れたり、がんばれコールなどをやって、リスナーを励ますコーナー。